# Filippo Re
Filippo Re (Reggio d'Émilie, 20 juillet 1763 – Reggio d'Émilie, 26 mars 1817) est un botaniste et agronome italien.
Il est le fils de Rinaldo et Marianna Vezzani. Sa famille, d'origine lombarde, se consacrait au commerce et a déménagé à Reggio d'Émilie à la fin de XVIIe siècle. Le grand-père de Filippo Re, Antonio Re, a remporté la concession des gabelles par le duc Francesco III d'Este en 1720. Il s'est enrichi et a obtenu le titre de comte pour ses enfants et successeurs.

## Biographie
Filippo Re fit ses études chez les Jésuites à Ravenne et, après la suppression de l'ordre en 1773, il partit étudier à Reggio d'Émilie, obtenant un diplôme en mathématiques en 1781. Il se consacre ensuite à l'étude des plantes dans le jardin de la famille à Santa Croce et dans un domaine à Villa Cella (hameau de Reggio d'Émilie), puis approfondit ses connaissances lors de longs voyages d'observation dans les Apennins et en Toscane.
C'est dans le palais historique de Filippo Re, orné de fresques de 1800, situé 3 via Fontanelli à Reggio d'Émilie, que le célèbre agronome fit ses premières observations et ses premières cultures. Le jardin de la famille, 3 via Fontanelli, est vite devenu un lieu d'études, équipé pour la culture en pépinière et doté de serres pour l'acclimatation des espèces les plus exigeantes.
Parmi les fleurs de toutes sortes, l'un des derniers arbres survivants est un grand grenadier adossé au mur de la maison qui a poussé dans le jardin du 3 via Fontanelli jusqu'en 1939. Sur la maison du 3 via Fontanelli, il y a encore une plaque avec l'inscription « Dans cette maison est né, a longtemps vécu et est mort Filippo Re et le petit jardin qui s'y trouve se vante d'avoir été chéri et utile au prince des agronomes, 1763 - 1815 ».
La maison de Filippo Re dans la via Fontanelli a été construite à la limite de l'agglomération de la ville lombarde, dans les actuelles via Toschi, via Arcipretura et dans un tronçon de la Via Emilia. Des vestiges des anciennes demeures romaines ont été trouvés dans le périmètre délimité par les via Fontanelli, via Toschi, via Arcipretura et via Emilia.
En 1790, il obtint la chaire d'agronomie au lycée de Reggio d'Émilie. Il constitua un herbier contenant 7835 spécimens différents, conservés aujourd'hui aux musées civiques de Reggio d'Émilie. En politique, il avait une position modérée (contrairement à son frère Antonio, partisan du duc). En 1803, il obtint une chaire universitaire à Bologne (et le rectorat en 1805-1806) et de 1809 à 1814, il coordonna une enquête agraire dans le royaume d'Italie, qui fut publiée dans les Annali dell’Agricoltura del Regno d'Italia qu'il dirigeait.
Après la Restaurazione (it), il enseigna l'agronomie et la botanique à l'Université de Modène. Il a été pendant de nombreuses années considéré comme l'un des plus grands savants en agriculture de son temps. Il est mort du typhus.

## Son rôle dans l'histoire de l'agronomie
Filippo Re est l'agronome dont les œuvres étaient davantage lues en Italie, au XIXe siècle, que celles de tout autre spécialiste des études agronomiques : ses traités sont réimprimés et achetés par les propriétaires et les fabricants depuis les premières éditions, à l'aube du XIXe siècle, jusqu'en 1850 et au-delà.
Dans les premières décennies du XXe siècle, le travail de Filippo Re a fait l'objet d'études et d'évaluations, puis a connu une longue période de désintérêt, avant d'être l'objet d'une nouvelle attention entre les années 1980 et 1990. Certains spécialistes de formation littéraire, en premier lieu Ezio Raimondi, ont voulu voir dans Filippo Re un grand expérimentateur, le successeur  de Galilée dans le domaine agronomique. Des chercheurs, spécialiste du domaine naturaliste, tels que Gabriel Goidanich, ont identifié, au contraire, l'agronome reggien à un gardien de la tradition qui s'est farouchement opposé à la conversion de l'agronomie traditionnelle, de matrice empirique, en une science nouvelle fondée sur les applications de la chimie, de la physiologie végétale et de la phytopathologie.
Dans des écrits ultérieurs, Antonio Saltini a montré que, vingt ans après la révolution de Lavoisier, Filippo Re professait une idée de la matière à mi-chemin entre le péripatétisme et la doctrine du phlogistique, la curieuse théorie de Stahal qui s'opposait aux progrès de la chimie de Boyle, que cinq à dix ans après le manifeste de la nouvelle physiologie végétale de De Saussure, Filippo Re, qui ignorait le scientifique suisse, était solidement ancré à la curieuse idée d'un « estomac » terrestre des plantes, la chimère qui a influencé les naturalistes du dix-septième siècle, et que, quarante ans après par les découvertes de Targioni Tozzetti et Fontana sur les champignons pathogènes des céréales et des légumineuses, il imagina la classification la plus fantaisiste des maladies des plantes, transposant chez ces dernières les catégories des maladies humaines conçues par l'arrière-garde de la médecine de l'époque, fixée sur les symptômes externes, incapable d'affronter les enquêtes pathologiques qui ont fait l'orgueil des grands médecins italiens de Redi à Vallisnieri et de Ramazzini à Cestoni. Refusant les contributions de la chimie et de la microscopie au savoir agronomique, en une époque de foisonnement extraordinaire des découvertes scientifiques, Filippo Re propose une doctrine agronomique qui n'apporte aucun progrès, souligne Saltini, par rapport à celle du Latin Columelle.

### Œuvres
- Stirpes in horto fratrum Re Regii Lepidi hospitantes - s.i.t. 1798
- Elementi di economia campestre ad uso de' licei del Regno d' Italia del cav. Filippo Re - Milano, dalla tipografia di Francesco Sonzogno di Gio. Batt. stampatore e librajo, corsia de' Servi, n. 596, 1808
- Saggio sopra la storia dell'agricoltura reggiana - Milano, 1809
- Dei letami e delle altre sostanze adoperate in Italia per migliorare i terreni e del come profittarne - Mira, 1810
- Istruzione sul modo di coltivare il cotone - Milano, 1810
- Saggio teorico-pratico sulle malattie delle piante (1817) . Giovanni Silvestri - Milano, 1817[1]
- Saggio sulla coltivazione e su gli usi del pomo di terra e specialmente come valga a migliorare i terreni - Milano, 1817
- Della maniera di leggere con profitto le opere di agricoltura: discorso - San Vito, Tip. Pascatti, 1842

## Source de la traduction
- (it) Cet article est partiellement ou en totalité issu de l’article de Wikipédia en italien intitulé « Filippo re » (voir la liste des auteurs).